# Sestava Československé hokejové reprezentace na ME 1927
Ze šesti účastníků pouze českoslovenští hokejisté neměli doma šanci trénovat na umělém ledě. Mužstva se brzy v turnaji rozdělila do dvou skupin, přičemž českoslovenští hokejisté zaujali místo ve druhé polovině tabulky.V československém týmu se našli dokonce pouze dva úspěšní střelci. I to byl jeden z důvodů, proč se vracel domů s doposud nejhorším výsledkem z mistrovství Evropy.

## Tabulka
| Medaile | Mužstvo  |
| ------- | -------- |
| Zlato   | Rakousko |
| Stříbro | Belgie   |
| Bronz   | Německo  |

## Sestava
- Jan Peka
- Jaroslav Pospíšil
- Jan Krásl
- Jaroslav Pušbauer
- Karel Hartmann
- Václav Doležal
- Jaroslav Jirkovský
- Bohumil Steigenhöfer
- Valentin Loos
- Josef Šroubek
- Josef Maleček
- Karel Rada

Trenérem tohoto výběru byl
| Sestava Československé hokejové reprezentace na ME                  | Sestava Československé hokejové reprezentace na ME           | Sestava Československé hokejové reprezentace na ME                |
| ------------------------------------------------------------------- | ------------------------------------------------------------ | ----------------------------------------------------------------- |
| Předchůdce: Sestava Československé hokejové reprezentace na ME 1926 | 1927 Sestava Československé hokejové reprezentace na ME 1927 | Nástupce: Sestava Československé hokejové reprezentace na ME 1929 |